# Tran

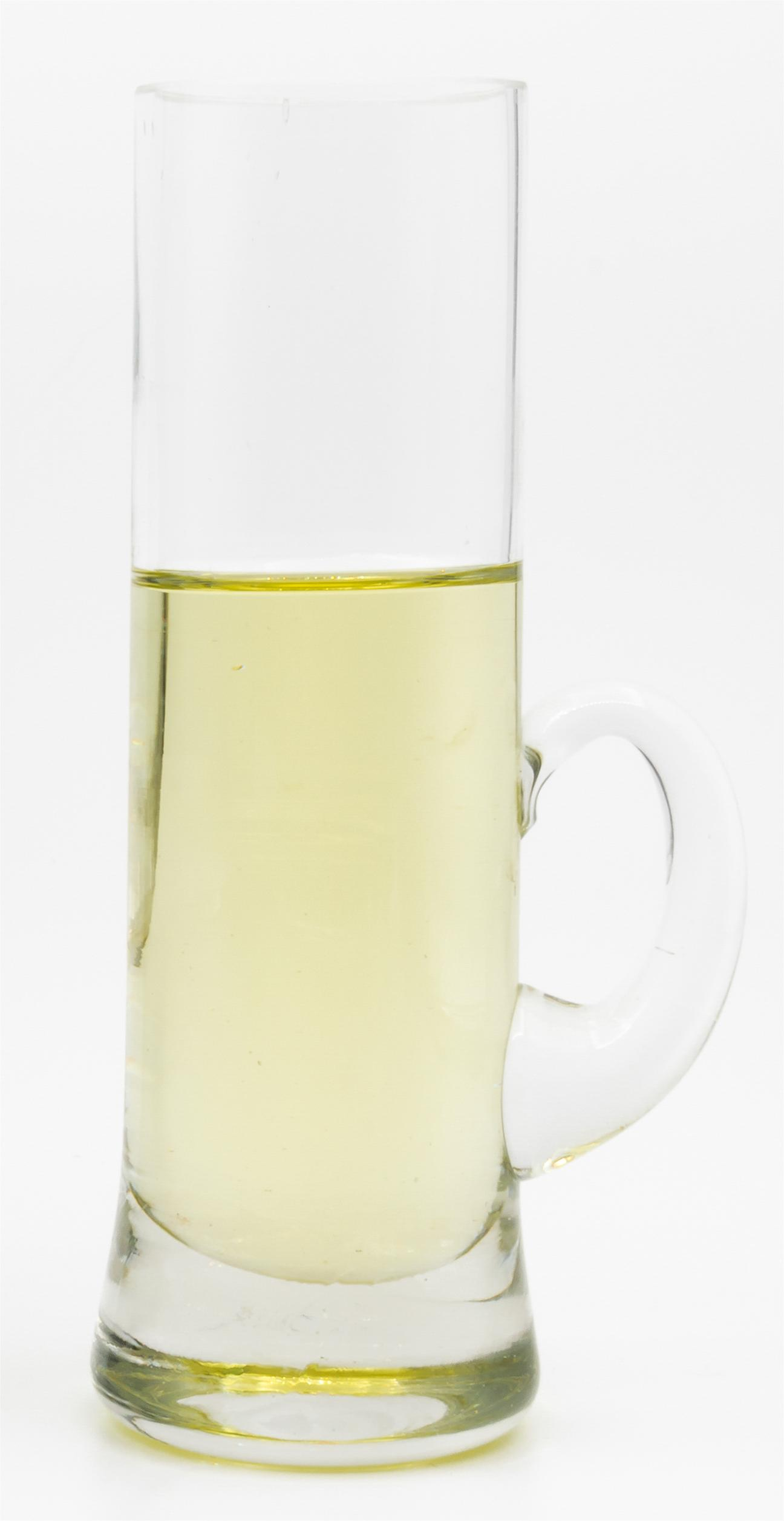
Tran z wątroby dorsza

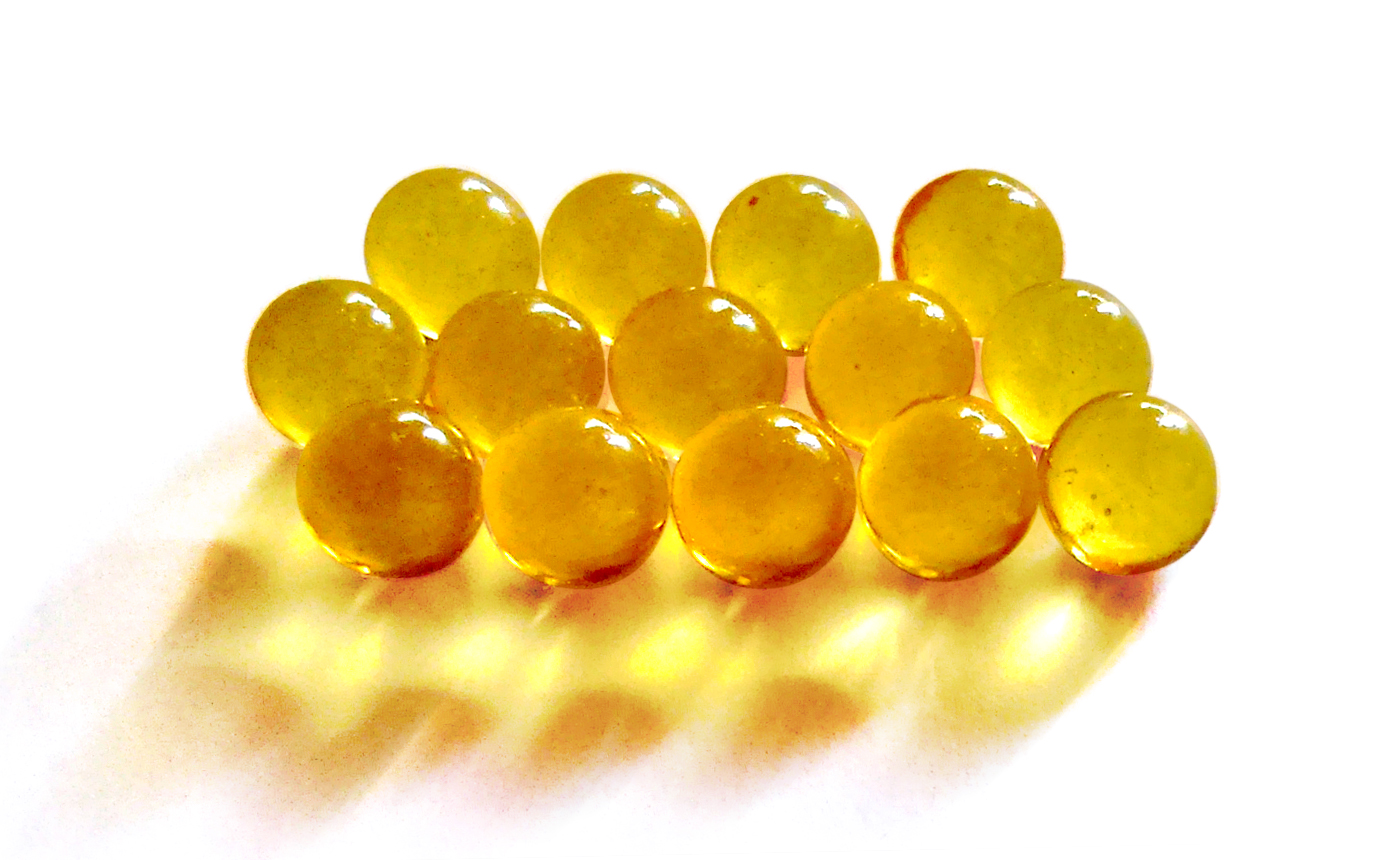
Tran z wątroby dorsza w kapsułkach

Tran – ciekły tłuszcz otrzymywany z wątroby ryb z rodziny dorszowatych (głównie dorsza atlantyckiego) oraz tkanki tłuszczowej niektórych ssaków morskich (np. wielorybów lub fok). Zawiera duże ilości nienasyconych kwasów tłuszczowych (głównie oleinowego, oleopalmitynowyego i gadoleinowego) oraz witamin (głównie A i D). Jest to oleista ciecz o jasnożółtej barwie. Ma rybny smak i zapach. W kontakcie z tlenem jełczeje, co powoduje rozpad zawartych w nim witamin.
Substancję tę otrzymuje się poprzez poddawania świeżej wątroby lub tkanki tłuszczowej działaniu pary wodnej, kwasów lub ługu. Uzyskany w ten sposób ciekły tłuszcz schładza się, a następnie filtruje w celu usunięcia z niego nasyconych kwasów tłuszczowych (np. kwasu stearynowego).

## Wykorzystanie
W XIX w. tran był wykorzystywany w medycynie ludowej jako środek wzmacniający oraz tuczący u osób wyniszczonych lub osłabionych. Odkąd w 1922 r. odkryto jego wysoką zawartość witaminy A oraz witaminy D, stosowano go również w leczeniu zaburzeń gospodarki wapniowo-fosforanowej, a także innych schorzeń (np. krzywica, tężyczka dziecięca, osteomalacja). Obecnie jest on traktowany wyłącznie jako suplement diety albo surowiec do produkcji preparatów witaminowych.
Tran może być pomocny w leczeniu kacheksji, lecz obecne wyniki badań nie są jednoznaczne. Jedno badanie sugeruje, że podczas chemioterapii tran może zapobiegać utracie masy ciała i masy mięśniowej u chorych na raka płuc.
Podawanie tranu dzieciom wydaje się być pomocne w redukcji objawów ADHD.